# كولتان

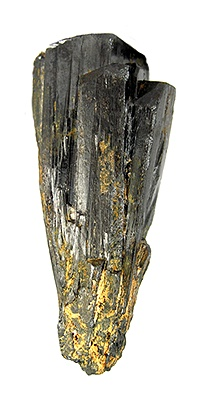

الكولتان (بالإنجليزية: Coltan) هو الاسم الدارج في أفريقيا والذي يطلق على خام الكولمبيت-تانتاليت والذي يكون الخام المعدني من لعنصري النيوبيوم والتانتالوم (يطلق على المعادن التي تحتوي على كميات مركزة من التانتالوم اسم تانتاليات  نسخة محفوظة 12 يونيو 2009 على موقع واي باك مشين.). والكولتان معدن ذو لون أسود باهت. ويذكر أن تصدير هذه المادة قد كان سببا في إشعال فتيل الحرب في الكونغو مما نتج عنه ما يقارب 4 ملايين وفاة. وحاليا، فإن رواندا وأوغندا تصدران الكولتان المسروق من الكونغو لدول الغرب (خصوصا أمريكا) حيث يستخدم هنالك في الصناعات التكنولوجية المتقدمة مثل صناعة الهواتف الخلوية، محرك الأقراص الضوئية، البلايستايشن، وغيرها .

## الإنتاج
تعتبر أستراليا المنتج الرئيسي للتانتالوم  حيث تدير أكبر شركة منتجة لهذه المادة، واسمها أبناء غواليا، منجمين. كما ينقب عن التانتالوم في دول أخرى مثل كندا والبرازيل والصين وجمهورية الكونغو الديمقراطية (والتي تحوي على 80% من احتياطي العالم المكتشف). ومن الدول الأخرى التي تنتج هذه المادة تايلاند وماليزيا حيث يحصل عليه كمنتج ثانوي من استخراج وصهر خام القصدير. وكما ورد، فإن جمهورية الكونغو الديمقراطية تحتوي على أكبر مخزون من هذه المادة، والتي تنتج أيضا في أجزاء أخرى من أفريقيا مثل أثيوبيا ونيجيريا وزيمبابوي وموزمبيق وناميبيا وجنوب أفريقيا ومصر.وفنزويلا

## الاستعمال والطلب
يستعمل التانتالوم بشكل أساسي في صناعة المكثفات الكهربائية والتي بدورها تشكل مكونا أساسيا لعدد كبير من الأجهزة الإلكترونية كالهواتف النقالة والحواسيب المحمولة. وقد أدى الزيادة الكبيرة في المنتجات التكنولوجية في العقد الماضي إلى زيادة غير مسبوقة في الطلب مما أدى إلى ارتفاع في سعر التانتالوم . ويعزى إلى هذه الزيادة في الأسعار إلى توتر العلاقات بين الدول المنتجة خصوصا الكونغو ورواندا.

## الخلافات
تقع مناجم الكولتان في الكونغو، والتي هي بالأساس منطقة غير مستقرة سياسيا، في الأنحاء التي تعيش فيها غوريلا السهول الشرقية المهددة بالانقراض. وقد أدى احتلال رواندا للمناطق الشرقية من الكونغو إلى حرمان تلك الأخيرة من استغلال ثروات هذه المناطق لمصلحتها. وقد أورد تقرير حديث لمجلس الأمن التابع لالأمم المتحدة أن كميات كبيرة من خام الكولتان تستخرج بشكل غير قانوني وتهرب عبر الحدود الشرقية للكونغو من قبل قوات من دول أوغندا وبروندي ورواندا المجاورة. وتشير التقديرات إلى أن مكاسب الجيش الرواندي من بيع الكولتان كانت على الأقل 250 مليون دولار أمريكي خلال 18 شهرا فقط. إلا أن هذه التقديرا قد لا تكون دقيقة حيث أن رواندا تمتلك مخزونها الخاص من الكولتان مما يجعل تمييز المبيعات من الخامات المهربة من تلك المستخرجة محليا أمرا صعبا.
ويعزى إلى الكولتان المهرب الدور الرئيسي في تمويل الاحتلال العسكري للكونغو مما يعيد إلى الأذهان تلك الإشكالات الأخلاقية التي تثيرها قضية ألماس الصراع. ونتيجة لصعوبة التمييز بين المصادر الشرعية وغير الشرعية من الكولتان فقد اتجهت عدة شركات مصنعة للإلكترونيات بعيدا عن وسط أفريقيا وأخذت تعتمد على مصادر أخرى للحصول على هذه المادة.
وتنكر الدول الثلاث التي تتهما الأمم المتحدة بكونها مهربة للكولتان علاقتها بهذا الأمر. وقد وثق الصحفي النمساوي كلاوس ويرنر في كتابه الكتاب الأسود الجديد للشركات (بالألمانية:Das neue Schwarzbuch Markenfirmen، ردمك 3-216-30715-8) لعلاقات بين الشركات متعددة الجنسيات وتهريب الكولتان. ويزعم أيضا أن للتنجيم عن الكولتان مضار بيئية كبيرة غير مباشرة على الغابات والحياة البرية، خصوصا الغوريلا كما ذكر سابقا.

## ارتفاع الأسعار والتغير في الطلب
حدث انخفاض ملحوظ في إنتاج وبيع الكولتان والنيوبيوم من المناجم الأفريقية منذ الزيادة الكبيرة في الأسعار التي حدتث في عام 2000 م نتيجة لتوقعات السوق الإلكترونية (dot com) وما صحبه من زيادة في الطلب. وقد أكد هذا الأمر بالأرقام المزودة من قبل إحصائية الولايات المتحدة الجيولوجية.
وقد حث مركز دراسات التانتالوم-نيوبيوم الدولي في بلجيكا، وهي دولة تعرف عادة بعلاقات جيدة مع الكونغو، المشترين الدوليين بتجنب الكولتان الكونغولي بناء على أسس أخلاقية:
ويرى حاليا تحول عن المصادر التقليدية مثل أستراليا إلى مصادر جديدة مثل مصر وذلك لأسباب اقتصادية وليس أخلاقية. وقد يرجع هذا إلى إفلاس أكبر مزود في العالم، شركة أبناء غواليا المحدودة الأسترالية، على الرغم من أن الشركة ما زالت تنتج وتصدر الخام.